# 찬드라얀 1호
찬드라얀 1호(Chandrayaan-1, 산스크리트어: चंद्रयान-1, Lunar Craft)는 인도의 달 탐사선으로, 현지 시간 2008년 10월 22일 오전 6시 22분(UTC+5:30)에 인도 안드라프라데시 주 스리하리코타의 사티시 다완 우주 센터(Satish Dhawan Space Centre)에서 자체 개발한 PSLV-C11 로켓에 탑재되어 발사되었다. '찬드라얀'은 산스크리트어로 '달 우주선'을 의미한다.

## 역사
찬드라얀 1호는 총 312일간의 임무를 수행하였고 2009년 8월 29일 오전 1시 30분(현지 시간)에 연락이 두절되었다.
2019년 2월, 서울에서 정상회담을 한 후에, 문재인 대통령은 인도의 발사체 기술이 필요하다고 말했으며, 나렌드라 모디 총리는 찬드라얀 프로젝트에 한국이 참여해 달라고 말했다.
2019년 4월, 찬드라얀 2호를 발사할 계획이다.

## 목적
찬드라얀 1호는, 얼음, 헬륨-3를 포함한 달의 자원을 조사했다. 312일간 달 주위를 공전하면서 달 앞면과 뒷면의 가시광선, 적외선, X선을 이용한 고해상도 원격탐사와 3차원 지도, 자원 지도 작성 등 여러 가지 탐사와 연구를 진행 했다.

## 발사체
PSLV-C11은 인도우주연구기구에서 1994년에 발사에 성공한 극위성발사체(PSLV)를 개량한 무게 320톤 PSLV-XL이다. 보다 강력한 6개의 고체연료 부스터를 1단 로켓 옆에 장착했다.

## 구성 및 제원
- 무게: 675 kg (달 궤도상)
- 크기: 약 1.5m
- 750W의 태양전지판, 추진 연료
- 데이터 기록 장치
- 통신장비

#### 탑재 장비
탐사와 연구를 위해 다음과 같은 장비를 탑재하고 있다.
- 지형매핑카메라(TMC) - ISRO 개발
- 하이퍼 분광 영상 장치(HySI) - ISRO 개발
- 달 레이저 거리 측정기(LLRI)- ISRO 개발
- 고에너지 X-선 분광기(HEX) - ISRO 개발
- 달 충돌 탐색기(MIP) - ISRO 개발
- 찬드라얀 X-선 분광기(CIXS) - ESA 개발
- 근적외선 분광기(SIR-2) - 독일 막스 플랑크 연구소, ESA 개발
- KeV 미만 원자 반사 분석기(SARA, Sub keV Atom Reflecting Analyser) - 스웨덴, 인도의 각 연구소 개발
- 방사량측정실험 장비(RADOM) - 불가리아 과학 아카데미 개발
- 소형 합성개구레이다(Mini-SAR) - 미국의 각 연구소 개발
- 달 광물 매핑 장비(M3) - 미국 브라운 대학, NASA 제트 추진 연구소 개발

## 탐사 진행
2008년 10월 22일, 찬드라얀 1호를 탑재한 PSLV-C11 로켓이 성공적으로 이륙하였다. 탐사선은 10월 23일 엔진 점화로 원지점 37,900 km의 궤도로 상승하였고, 11월 4일까지 5차례의 궤도 상승으로 원지점 380,000 km의 궤도에 도달하였다. 11월 8일에는 달 궤도에 진입하였다고 발표되었고, 11월 14일에는 탐사장비(달 충돌 탐사기)를 달에 안전하게 착륙시켰고, 달의 사진을 전송하였다고 보도되었다.
찬드라얀 1호는 2009년 1월 15일까지 약 4만장의 정밀한 달표면 사진을 전송하였으며, 알루미늄, 마그네슘, 규소 등이 달에 존재함을 확인하였다.
2009년 8월 29일 인도우주연구소(ISRO)는 찬드라얀 1호가 같은 날 오전 1시 30분(현지 시간)에 연락이 두절되었음을 발표하였다. 이로써 찬드라얀 1호는 달궤도에서의 총 312일간의 임무를 수행하였고, 이는 예상된 기간인 2년의 절반 정도에 해당된다. 그동안의 임무에 대해서는, 기술적 임무의 100%, 과학적 임무의 90 ~ 95%를 완수했다고 자체적으로 평가하였다.

## 같이 보기
- 가구야 (셀레네)
- 창어 1호